# Droga na Zachód
Droga na Zachód – polski czarno-biały film sensacyjny z 1961 roku w reżyserii Bohdana Poręby.

## O filmie
Pomysłodawcą filmu był Adam Perzyk, a scenariusz (w oryginale pt. Wszystkie drogi prowadzą na zachód) został napisany przez Kazimierza Dziewanowskiego i Lecha Pijanowskiego; wycofali oni jednak swe nazwiska z czołówki ze względu na znaczne zmiany wprowadzone do scenariusza bez ich zgody. Drugim reżyserem był Ryszard Ber.
Plenery:
- Szklarska Poręba (stacje kolejowe Szklarska Poręba Górna, Średnia i Dolna, tunel kolejowy pod Zbójnickim Skałkami)
- linia kolejowa na trasie Jelenia Góra – Szklarska Poręba – Jakuszyce
- most kolejowy na Bobrze pod Jelenią Górą
- Jelenia Góra (stacja kolejowa, Jagniątków)
- Wrocław (ul. Ptasia, plac Uniwersytecki)[1]

## Fabuła
W ostatnich dniach II wojny światowej emerytowany maszynista Walczak wraz z przypadkowym pomocnikiem Romkiem, ma za zadanie poprowadzić pociąg z amunicją i eskortą na front, poprzez tereny, na których wciąż grasują niedobitki wojsk niemieckich.

## Obsada
- Kazimierz Opaliński – maszynista Walczak
- Władysław Kowalski – Roman Górski, pomocnik Walczaka
- Ryszard Pietruski – Zadora, żołnierz eskorty pociągu
- Elżbieta Kępińska – dziewczyna w Poppowitz
- Teresa Szmigielówna – zawiadowca stacji
- Jerzy Kozakiewicz – żołnierz eskorty
- Jerzy Michotek – żołnierz Falkowski
- Józef Nalberczak – sierżant Armii Czerwonej
- Bogdan Niewinowski – żołnierz
- Adam Pawlikowski – porucznik, dowódca eskorty pociągu
- Józef Powojewski – Niemiec
- Józef Pieracki – naczelnik stacji
- Mieczysław Voit – niemiecki żołnierz
- Ryszard Ber – dróżnik (nie występuje w napisach)
- Jan Łopuszniak – mężczyzna w tłumie na stacji (nie występuje w napisach)
- Irena Netto – kobieta w tłumie na stacji (nie występuje w napisach)
- Stanisław Kwaskowski